# Zbieracz
Zbieracz (pożarnictwo) – element armatury wodnej, służący do łączenia dwóch linii zasilających mniejszego przekroju (np. W75) z nasadą ssawną o większym przekroju (np. W110) pompy pożarniczej.
Celem zbieracza jest uzyskanie odpowiedniej podaży wody gaśniczej na potrzeby pompy pożarniczej.
Zbieracz 2*75/110 składa się z korpusu, dwóch tulei wlotu, tulei wylotu, klapy zwrotnej. Klapa zwrotna w zbieraczu spełnia rolę samoczynnego zaworu zwrotnego dla nie pracującego wlotu. Korpus zbieracza jest tak uformowany, iż umożliwia zbieżny napływ wody pod kątem 45°. Na zewnątrz korpusu znajdują się strzałki wskazujące kierunek przepływu wody.